# 1. ŽNL Splitsko-dalmatinska
1. ŽNL Splitsko-dalmatinska je 5. stupanj nogometnih natjecanja u Hrvatskoj. U ovoj ligi prvoplasirani klub prelazi u viši rang – 3. NL – Jug, a posljednji ispada u 2. ŽNL. Klubovi koji nastupaju u ovoj ligi su s područja Splitsko-dalmatinske županije. 
 Liga je također bila poznata i pod nazivima Liga Nogometnog saveza Županije Splitsko-dalmatinske ili Županijska liga Splitsko-dalmatinska (u sezonama kada nije bilo 2. ŽNL. Također se može smatrati sljednicom prijašnjih liga koje su pokrivale današnji prostor Splitsko-dalmatinske županije – Dalmatinska liga – Srednja skupina, Međuopćinska liga Split-Makarska, Liga NSO Split, Prvenstvo (Liga) Splitskog nogometnog podsaveza i sl.

## Sudionici

### Sezona 2024./25.
- Imotski – Imotski
- Jadran – Kaštel Sućurac
- Jadran – Tučepi
- Mladost – Donji Proložac
- Mračaj – Runović
- Omladinac – Vranjic
- Orkan – Dugi Rat
- OSK[1] – Otok
- Primorac – Stobreč
- Slaven[2] – Trogir
- Split – Split
- Tekstilac – Sinj
- Urania – Baška Voda
- Vinjani – Donji Vinjani

### Bivši sudionici (1997./98. – 2023./24.)
| - Adriatic – Split - Akademac – Split - Croatia – Trogir - Croatia – Zmijavci - Čaporice-Trilj – Čaporice, Trilj - Domagoj – Konjsko, Klis - Dugopolje – Dugopolje - Galeb – Split - Glavice – Glavice, Sinj - GOŠK Kaštela – Kaštel Gomilica, Kaštela - HBDNK Mosor – Sveti Jure – Žrnovnica, Split - Hrvace – Hrvace - Hvar – Hvar - Jadran – Supetar | - Kamen – Ivanbegovina, Podbablje - Krilnik – Split - Mladost – Koprivno, Dugopolje - Omiš – Omiš - Poljičanin 1921 – Srinjine, Split - Postira-Sardi – Postira - Prugovo – Prugovo, Klis - Sloga – Mravince, Solin - Trogir – Trogir - Uskok – Klis - Val – Kaštel Stari, Kaštela - Vrlika – Vrlika - Zmaj – Makarska |

## Dosadašnji prvaci
| sezona           | rang | klubova | prvak                          |
| ---------------- | ---- | ------- | ------------------------------ |
| 2024./25.        | 5.   | 14      | Jadran Kaštel Sućurac          |
| 2023./24.        | 5.   | 14      | Val Kaštel Stari               |
| 2022./23.        | 5.   | 14      | Omiš                           |
| 2021./22.        | 4.   | 14      | GOŠK Kaštela (Kaštel Gomilica) |
| 2020./21.        | 4.   | 14      | GOŠK Kaštela (Kaštel Gomilica) |
| 2019./20. ↓19/20 | 4.   | 14      | OSK Otok                       |
| 2018./19.        | 4.   | 14      | Sloga Mravince                 |
| 2017./18.        | 4.   | 14      | Uskok Klis                     |
| 2016./17.        | 4.   | 14      | Urania Baška Voda              |
| 2015./16.        | 4.   | 14      | Orkan Dugi Rat                 |
| 2014./15.        | 4.   | 14      | OSK Otok                       |
| 2013./14.        | 4.   | 13      | Mladost Donji Proložac         |
| 2012./13.        | 4.   | 14      | Croatia Zmijavci               |
| 2011./12.        | 5.   | 8       | Hvar                           |
| 2010./11.        | 5.   | 9       | Mračaj Runović                 |
| 2009./10.        | 5.   | 8       | Omladinac Vranjic              |
| 2008./09.        | 5.   | 12      | Kamen Ivanbegovina             |
| 2007./08.        | 5.   | 10      | Sloga Mravince                 |
| 2006./07.        | 5.   | 11      | Jadran Tučepi                  |
| 2005./06.        | 4.   | 19      | Zmaj Makarska                  |
| 2004./05.        | 4.   | 17      | Trogir                         |
| 2003./04.        | 4.   | 14      | Primorac 1929 Stobreč          |
| 2002./03.        | 4.   | 15      | Vinjani (Donji Vinjani)        |
| 2001./02.        | 4.   | 14      | Jadran Kaštel Sućurac          |
| 2000./01.        | 4.   | 14      | GOŠK Adriachem Kaštel Gomilica |
| 1999./2000.      | 4.   | 14      | Uskok Klis                     |
| 1998./99.        | 4.   | 14      | Orkan Dugi Rat                 |
| 1997./98.        | 4.   | 12      | Dugopolje                      |

 Kategorija:1. ŽNL Splitsko-dalmatinska 

Kategorija:Sezone četvrtog ranga HNL-a 

Kategorija:Sezone petog ranga HNL-a 

Napomene: 

↑19/20  – u sezoni 2019./20. prvenstvo prekinuto nakon 15. kola zbog pandemije COVID-19 u svijetu i Hrvatskoj

### Ostale lige na području Spltsko-dalmatinske županije
Lige koje osgovaraju statusu 1. ŽNL Splitsko-dalmatinske, ili više lige u kojima u se natjecali samo klubovi s područja Splitsko-dalmatinske županije.
| sezona    | liga                                   | rang | klubova | prvak                          | napomene                        |
| --------- | -------------------------------------- | ---- | ------- | ------------------------------ | ------------------------------- |
| 2011./12. | 4. HNL – Jug B                         | 4.   | 14      | Kamen Ivanbegovina             |                                 |
| 1997./98. | 3. HNL – Jug A                         | 3.   | 11      | Poljičanin Srinjine            | poslije mini-liga sa skupinom B |
| 1996./97. | 3. HNL – Jug – Srednja skupina         | 4.   | 16      | Urania Baška Voda              |                                 |
| 1995./96. | 3. HNL – Jug – Srednja skupina – A     | 4.   | 10      | GOŠK Adriachem Kaštel Gomilica | poslije doigravanje             |
| 1995./96. | 3. HNL – Jug – Srednja skupina – B     | 4.   | 10      | Glavice                        | poslije doigravanje             |
| 1994./95. | 3. HNL – Jug – Srednja skupina         | 3.   | 14      | Mladost Donji Proložac         |                                 |
| 1993./94. | Dalmatinska liga – Srednja skupina     | 4.   | 14      | Adrichem Kaštel Gomilica       |                                 |
| 1992./93. | Dalmatinska liga – Srednja skupina     | 4.   | 14      | Mladost Donji Proložac         |                                 |
| 1992.     | Dalmatinska liga – Srednja skupina – A | 4.   | 7       | Uskok Klis                     | poslije doigravanje             |
| 1992.     | Dalmatinska liga – Srednja skupina – B | 4.   | 8       | Slaven Trogir                  | poslije doigravanje             |

## Vanjske poveznice
- Nogometni savez županije Splitsko-Dalmatinske
- facebook.com, 1. ŽNL Splitsko-dalmatinske županije
- sportnet.hr forum, 1. i 2. ŽNL Splitsko-dalmatinske županije  Arhivirana inačica izvorne stranice od 27. studenoga 2021. (Wayback Machine)
- (engl.) sofascore.com, 1. ŽNL Splitsko-dalmatinska
- (engl.) tipsscore.com, 1. ŽNL Splitsko-dalmatinska  Arhivirana inačica izvorne stranice od 25. veljače 2023. (Wayback Machine)
- dalmatinskinogomet.hr, SPLITSKO-DALMATINSKA ŽNL